# Józef Gałeczka
Józef Gałeczka (Gleiwitz, 1939. február 28. – Sosnowiec 2021. július 7.) válogatott lengyel labdarúgó, csatár, edző.

## Pályafutása

### Klubcsapatban
1952 és 1954 között az Unia FOch Gliwice, 1955 és 1960 között a Piast Gliwice labdarúgója volt. 1960–61-ban az ausztrál Polonia North Side, majd Polonia Sydney csapatában szerepelt. 1962 és 1972 között a Zagłębie Sosnowiec játékosa volt, ahol két lengyelkupa-győzelmet ért el a csapattal. Az 1963–64-es idényben holtversenyben Lucjan Brychczyvel, Jerzy Wilimmel 18 találattal bajnoki gólkirály lett. 1972–73-ban a másodosztályú francia US Boulogne együttesében fejezte be az aktív labdarúgást.

### A válogatottban
1962 és 1966 között 18 alkalommal szerepelt a lengyel válogatottban és öt gólt szerzett.

### Edzőként
1974–75-ben, 1976 és 1980 között illetve 1987 és 1989 között korábbi klubja, a Zagłębie Sosnowiec vezetőedzőjeként tevékenykedett.

## Sikerei, díjai
Zagłębie Sosnowiec
- Lengyel bajnokság
  - gólkirály: 1963–64 (18 gól, holtversenyben)
- Lengyel kupa
  - győztes (2): 1962, 1963

## Statisztika

### Mérkőzései a lengyel válogatottban
| Lengyelország | Lengyelország        | Lengyelország                      | Lengyelország  | Lengyelország | Lengyelország | Lengyelország | Lengyelország | Lengyelország |
| #             | Dátum                | Helyszín                           | Hazai          | Eredmény      | Vendég        | Kiírás        | Gólok         | Esemény       |
| ------------- | -------------------- | ---------------------------------- | -------------- | ------------- | ------------- | ------------- | ------------- | ------------- |
| 1.            | 1962. szeptember 2.  | Poznań, Warta-stadion              | Lengyelország  | 0 – 2         | Magyarország  | barátságos    | -             | 81'           |
| 2.            | 1962. szeptember 30. | Szófia, Levszki Stadion            | Bulgária       | 2 – 1         | Lengyelország | barátságos    | -             | 46'           |
| 3.            | 1962. október 11.    | Varsó, Lengyel Hadsereg Stadionja  | Lengyelország  | 1 – 1         | Marokkó       | barátságos    | -             | 46'           |
| 4.            | 1962. november 28.   | Belfast, Windsor Park              | Észak-Írország | 2 – 0         | Lengyelország | NEK-selejtező | -             |               |
| 5.            | 1963. május 15.      | Oslo, Ullevaal Stadion             | Norvégia       | 2 – 5         | Lengyelország | barátságos    | 1             | 15'           |
| 6.            | 1963. május 22.      | Varsó, Stadion Dziesięciolecia     | Lengyelország  | 4 – 0         | Görögország   | barátságos    | 2             | 28' 51'       |
| 7.            | 1963. június 2.      | Chorzów, Slask-stadion             | Lengyelország  | 1 – 1         | Románia       | barátságos    | -             |               |
| 8.            | 1963. szeptember 4.  | Szczecin, Stadion Miejski          | Lengyelország  | 9 – 0         | Norvégia      | barátságos    | 1             | 73'           |
| 9.            | 1963. szeptember 22. | Poznań, Július 22. Stadion         | Lengyelország  | 0 – 0         | Törökország   | barátságos    | -             |               |
| 10.           | 1963. október 16.    | Athén, Leofóru Alexándrasz Stadion | Görögország    | 3 – 1         | Lengyelország | barátságos    | -             |               |
| 11.           | 1966. január 5.      | Liverpool, Goodison Park           | Anglia         | 1 – 1         | Lengyelország | barátságos    | -             |               |
| 12.           | 1966. május 3.       | Chorzów, Stadion Śląski            | Lengyelország  | 1 – 1         | Magyarország  | barátságos    | -             |               |
| 13.           | 1966. június 5.      | Belo Horizonte, Estádio Mineirão   | Brazília       | 4 – 1         | Lengyelország | barátságos    | -             |               |
| 14.           | 1966. június 8.      | Rio de Janeiro, Maracanã Stadion   | Brazília       | 2 – 1         | Lengyelország | barátságos    | -             | 46'           |
| 15.           | 1966. június 11.     | Buenos Aires, Estadio Monumental   | Argentína      | 1 – 1         | Lengyelország | barátságos    | -             | 35'           |
| 16.           | 1966. július 5.      | Chorzów, Stadion Śląski            | Lengyelország  | 0 – 1         | Anglia        | barátságos    | -             |               |
| 17.           | 1966. november 17.   | Ploiești, Petrolul Stadion         | Románia        | 4 – 3         | Lengyelország | barátságos    | 1             | 73'           |
| 18.           | 1966. december 3.    | Tel-Aviv, Bloomfield stadion       | Izrael         | 0 – 0         | Lengyelország | barátságos    | -             |               |
|               | Összesen             |                                    |                | 18            | mérkőzés      |               | 5             | gól           |